# هجوم مايدوغوري الصاروخي 2021
هجوم مايدوغوري الصاروخي في وقت مبكر من مساء يوم 23 فبراير 2021 أطلق مسلحو بوكو حرام سلسلة من الصواريخ في مايدوغوري شمال شرق نيجيريا. قتلت الهجمات ما لا يقل عن 10 أشخاص، وأصيب مواطنون كثيرون آخرون.